# Clemens Theodor Perthes

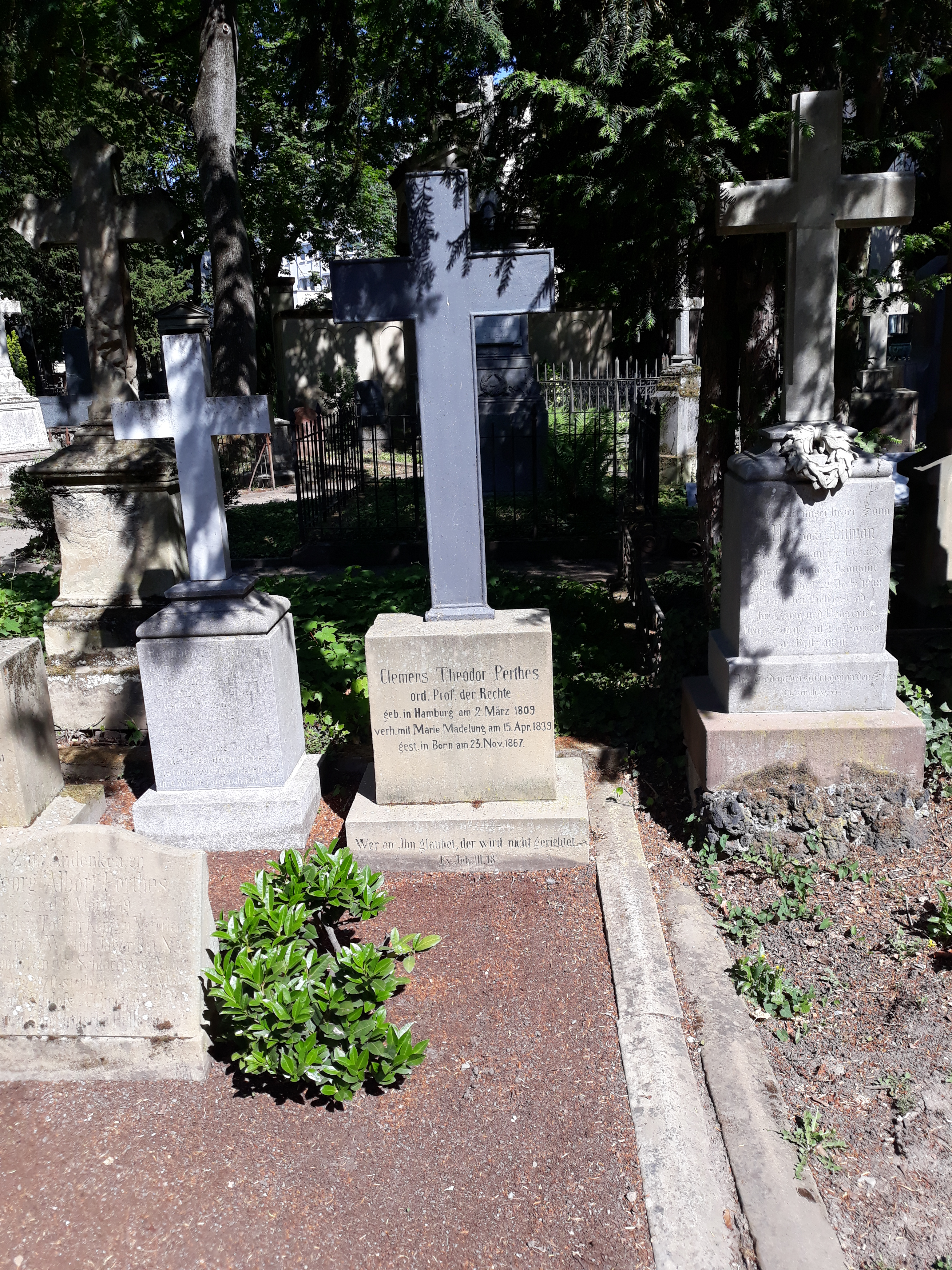
Das Grab von Clemens Theodor Perthes und seiner Ehefrau Marie Madelung auf dem Alten Friedhof Bonn.

Clemens Theodor Perthes (* 2. März 1809 in Hamburg; † 25. November 1867 in Bonn) war ein deutscher Rechtswissenschaftler und einer der Gründer der Inneren Mission, des heutigen Diakonischen Werkes.

## Leben
Der Sohn des Buchhändlers Friedrich Christoph Perthes und Carolines, der ältesten Tochter von Matthias Claudius, besuchte zunächst nach der Übersiedlung der Familie nach Gotha aufgrund des Todes der Mutter das dortige Gymnasium Illustre bis zum Jahr 1827. Danach war er noch ein Jahr auf dem akademischen Gymnasium seiner Heimatstadt Hamburg, dem vom Reformator Johannes Bugenhagen begründeten Johanneum, wo Johann Hinrich Wichern zu seinen Mitschülern zählte.
Nach dem Studium der Rechtswissenschaft in Bonn und Berlin machte er sein Staatsexamen und promovierte in Bonn 1834 summa cum laude. Im Anschluss daran habilitierte er sich als Privatdozent für deutsches Staats- und Privatrecht an der juristischen Fakultät Bonn, wurde 1838 Professor und 1842 Inhaber eines Lehrstuhls (Ordinarius).
Von 1846 bis 1851 war er konservativer Stadtverordneter in Bonn. 1848 vertrat er auf Drängen des Herzogs von Sachsen-Meiningen dessen Herzogtum für knapp drei Monate im Frankfurter Bundestag, verließ diesen aber wieder, als er dessen Unfähigkeit zu einer positiven politischen Gestaltung zu erkennen meinte. Später fand Perthes seine politische Heimat auf dem liberalen Flügel der Konservativen Partei und wurde 1853 deren Abgeordneter für Simmern/Hunsrück in der zweiten Kammer des preußischen Abgeordnetenhauses in Berlin. Nach nur einem halben Jahr verließ er das Parlament und kehrte aus Berlin nach Bonn zurück.
Sein juristisches Hauptwerk stellt der Staatsdienst in Preußen (1838) dar, eine Arbeit die weithin und lange Beachtung fand.
Clemens-Theodor Perthes lebte als Christ in Verantwortung für die Welt und den Dienst am Nächsten. Im Juli 1849 kam sein ehemaliger Schulfreund Johann Hinrich Wichern nach Bonn und sprach mit Perthes unter anderem darüber, wie die Innere Mission im Rheinland weiter gefördert werden könne. Perthes schritt sofort zur Tat und gründete noch 1849 in der Gemeinde  einen Lokalverein für Innere Mission, den er auch selbst leitete. Einige Jahre später, am 21. Mai 1854, gründete Perthes auch die erste christliche „Herberge zur Heimat“ in Bonn. So wurde er einer der Mitbegründer der Inneren Mission, des heutigen Diakonischen Werkes.
Clemens-Theodor Perthes starb am 25. November 1867. Er liegt auf dem Alten Friedhof in Bonn begraben.
1965 wurde Clemens Theodor Perthes aufgrund seiner diakonischen Arbeit geehrt, indem er zum Namensgeber für die „Evangelische Perthes-Stiftung“ in Westfalen wurde.

## Familie
Perthes hatte sich am 15. April 1839 in Gotha mit Maria Madlung (1816–1881) verheiratet. Aus der Ehe ging der Altphilologe Hermann Friedrich Perthes sowie der spätere preußische General der Infanterie Rudolf von Perthes (1843–1918) hervor, der durch Kaiser Wilhelm II. am 16. Juni 1900 in den erblichen preußischen Adelsstand erhoben wurde.

## Werke (Auswahl)
- Staatsdienst in Preußen. Ein Beitrag zum Deutschen Staatsrecht. 1838.
- Das deutsche Staatsrecht vor der Revolution. Eine Vorarbeit zum deutschen Staatsrecht. 1845.
- Politische Zustände und Personen in Deutschland zur Zeit der französischen Herrschaft. Gotha 1862 (und posthum, 1869).
  - Erster Teil 1862
  - Zweiter Teil Die deutschen Länder des Hauses Oesterreich 1869
- Friedrich Perthes Leben Gotha
  - Erster Band 1861
  - Zweiter Band
  - Dritter Band Gotha 1855